# Porsche 930
O Porsche 930, ou Porsche 911 turbo, foi o primeiro modelo de passeio da Porsche a utilizar motores turbo. O 930 foi a versão turbo do 911 até a geração inaugurada pelo Porsche 964, quando surgiu o Porsche 911 Turbo (964).